# Anna Biller
Anna Biller (Los Angeles, 1 de fevereiro de 1965), é uma cineasta americana que escreveu e dirigiu os filmes Viva (2007) e The Love Witch (2016). Biller é uma artista e cineasta multifacetada, cujo trabalho frequentemente explora temas como feminilidade, sexualidade e empoderamento. Ela é reconhecida por seu estilo único, que combina estética vintage com técnicas narrativas modernas.

## Biografia
Biller nasceu em Los Angeles de uma mãe nipo-americana e de um pai caucasiano, ambos são artistas visuais, o que influenciou em sua prática cinematográfica. Ela é formada em arte pela UCLA e tem mestrado em arte e cinema pelo Instituto de Artes da Califórnia.
Durante seu tempo na CalArts, teve como orientadores de mestrado Morgan Fisher e Paul McCarthy. Ela começou a gravar filmes em filme 8mm enquanto morava em Nova York.

## Carreira
Seu primeiro longa-metragem de 2007, Viva, conta a história de uma dona de casa entediada que sai em busca de aventura sexual na década de 1970. Viva oferece uma perspectiva satírica sobre a indústria cinematográfica adulta, explorando a agência e o empoderamento feminino dentro desse contexto. A abordagem de Biller combina elementos de sátira, terror e cinema de gênero, misturando camp com crítica feminista para criar narrativas visualmente cativantes e tematicamente ricas.
Estreou no Festival Internacional de Cinema de Rotterdam, e ganhou o prêmio Best of Fest no Boston Underground Film Festival. O filme também foi inscrito na competição principal do 29º Festival Internacional de Cinema de Moscou.
O segundo longa-metragem de Biller, The Love Witch , estreou em 2016 no Festival Internacional de Cinema de Roterdã. O filme é uma reviravolta nos clássicos filmes de assassinos em série, referencia aos giallos italianos, apresentando uma mulher que mata por meio de sexualidade calculada e "magia do amor", fazendo com que suas vítimas masculinas se apaixonem demais.
Em The Love Witch, a atriz Samantha Robinson interpreta a protagonista, Elaine, cuja busca pelo amor serve como uma crítica aos ideais patriarcais e à objetificação das mulheres. O filme levou sete anos para ser concluído por Biller devido à sua atenção aos detalhes na direção, roteiro, figurino e cenografia, e trabalho com seu diretor de fotografia. 
Em 2019, ela se tornou membro da Academia de Artes e Ciências Cinematográficas.
Biller disse em 2017 que seu próximo filme seria a história da lenda do Barba Azul. Porém, em 5 de dezembro de 2021, Biller anunciou que a ideia tinha virado ao invés disso seu primeiro romance, O Castelo do Barba Azul . O livro foi publicado em outubro de 2023 pela Verso Books. O Castelo do Barba Azul foi listado como um dos melhores livros de ficção de 2023 pelo The Telegraph.
Em julho de 2022, Biller anunciou seu próximo filme, o filme de terror The Face of Horror.

## Vida pessoal
Biller mora em Los Angeles com seu parceiro, o autor Robert Greene.

## Filmografia
| Ano  | Filme                             | Tipo           | Crédito                   |
| ---- | --------------------------------- | -------------- | ------------------------- |
| 1994 | Three Examples of Myself as Queen | Curta-metragem | Também atriz              |
| 1998 | Fairy Ballet                      | Curta-metragem | Também atriz, compositora |
| 2001 | The Hypnotist                     | Curta-metragem |                           |
| 2001 | A Visit from the Incubus          | Curta-metragem | Também atriz, compositora |
| 2007 | Viva                              | Longa-metragem | Também atriz, compositora |
| 2016 | The Love Witch                    | Longa-metragem | Também compositora        |

## Prêmios
| Ano  | Filme          | Tipo           | Premiação                                      | Categoria                | Resultado |
| ---- | -------------- | -------------- | ---------------------------------------------- | ------------------------ | --------- |
| 2007 | Viva           | Longa-metragem | Moscow International Film Festival             | Melhor Filme             | Indicado  |
| 2008 | Viva           | Longa-metragem | Transilvania International Film Festival       | Melhor Filme             | Indicado  |
| 2016 | The Love Witch | Longa-metragem | Trailblazer Award                              | Melhor Filme             | Venceu    |
| 2016 | The Love Witch | Longa-metragem | Strasbourg European Fantastic Film Festival    | Melhor Filme Estrangeiro | Indicado  |
| 2017 | The Love Witch | Longa-metragem | Chicago Independent Film Critics Circle Awards | Prêmio Pioneiro          | Venceu    |
| 2017 | The Love Witch | Longa-metragem | Chicago Independent Film Critics Circle Awards | Melhor Figurino          | Venceu    |